# خوان إغناثيو كينتانا
خوان إغناثيو كينتانا (بالإسبانية: Juan Quintana)‏ هو لاعب كرة قدم أوروغواياني، ولد في 4 يناير 2000 في بروغريسو ‏ في الأوروغواي.

## وصلات خارجية
- خوان إغناثيو كينتانا على موقع قاعدة بيانات كرة القدم.إي يو (الإنجليزية)
- خوان إغناثيو كينتانا على موقع Soccerway.com (الإنجليزية)